# WrestleMania 31
WrestleMania 31 là năm thứ 31 WrestleMania được tổ chức. Nó là một sự kiện về đấu vật chuyên nghiệp được tổ chức bởi công ty WWE. Nó sẽ diễn ra vào ngày 29 tháng 3 tại Sân vận động Levi's ở thành phố Santa Clara, California.
Đây sẽ là kì WrestleMania đầu tiên được tổ chức ở vịnh San Francisco và là kì WrestleMania thứ sáu tổ chức ở bang California (5 kì trước là 2, 7, 12, 14 và 21). Đây cũng là lần đầu tiên WrestleMania tổ chức với logo mới của WWE.

## Bối cảnh
WrestleMania bao gồm các trận đấu professional wrestling mà trong đó có các đô vật làm việc theo các mối thù đã viết trước, các nhân vật mà họ thể hiện, và các storyline. Các đô vật thể hiện vai chính diện hay phản diện mà họ được giao cho ở các sự kiện trước đó, và tiếp tục thể hiện nó trong sự kiện này, trên màn ảnh ti vi.

Tại sự kiện Royal Rumble ngày 25 tháng 1, Brock Lesnar bảo vệ thành công đai vô địch WWE World Heavyweight Championship trước John Cena và Seth Rollins; trong khi người chiến thắng trận 30 người Royal Rumble là Roman Reigns. Điều đó dẫn tới một trận tranh đai giữa Brock Lesnar và Roman Reigns tại WrestleMania 31. Nhưng các khán giả phản đối chiến thắng Royal Rumble của Roman Reigns nên tại WWE Raw ngày 2 tháng 2, Triple H thông báo Roman Reigns phải có một trận đấu nữa để xác định suất tranh đai ấy thuộc về ai. Và ngay hôm đó, Daniel Bryan vs. Roman Reigns được lên kế hoạch cho WWE Fast Lane, người thắng sẽ có quyền đấu với Brock Lesnar tại WrestleMania 31.Và người chiến thắng trong trận đấu tại WWE Fast Lane là Roman Reigns.

## Kết quả
| No.                                                                                          | Kết quả | Thể lệ trận đấu                                                   | Thời gian[58][59] |
| -------------------------------------------------------------------------------------------- | --- | ----------------------------------------------------------------- | ----------------- |
| 1P                                                                                           | Tyson Kidd và Cesaro (c) (with Natalya) đánh bại The New Day (Big E và Kofi Kingston) (cùng Xavier Woods),Los Matadores (Diego và Fernando) (cùng El Torito), và The Usos (Jimmy Uso cùng Jey Uso) (cùng Naomi) | Trận đấu đôi 4 chiều dành cho chiếc đai đôi của WWE[60]           | 9:58              |
| 2P                                                                                           | Big Show thắng sau khi loại người cuối cùng - Damien Mizdow[Note 1][58] | Trận đấu hỗn hợp - tưởng nhớ André the Giant[61]                  | 18:05             |
| 3                                                                                            | Daniel Bryan đánh bại Bad News Barrett (c), R-Truth, Dean Ambrose, Luke Harper, Dolph Ziggler, and Stardust | Trận đấu với thang dành cho chiếc đai liên lục địa của WWE[62]    | 13:47             |
| 4                                                                                            | Randy Orton đánh bại Seth Rollins (cùng Jamie Noble và Joey Mercury) | Trận đấu đơn[63]                                                  | 13:15             |
| 5                                                                                            | Triple H đánh bại Sting | Trận đấu không bị truất tuyền thi đấu[64]                         | 18:36             |
| 6                                                                                            | AJ Lee và Paige đánh bại The Bella Twins (Brie Bella và Nikki Bella) bằng đòn khóa | Trận đấu đôi[65]                                                  | 6:42              |
| 7                                                                                            | John Cena đánh bại Rusev (c) (cùng Lana) | Trận đấu đơn dành cho chiếc đại Hoa Kỳ của WWE[66]                | 14:31             |
| 8                                                                                            | The Undertaker đánh bại Bray Wyatt | Trận đấu đơn[67]                                                  | 15:12             |
| 9                                                                                            | Seth Rollins đánh bại Brock Lesnar (c) (cùng Paul Heyman) và Roman Reigns | Trận đấu 3 chiều dành cho chiếc đại hạng nặng của WWE[Note 2][68] | 16:43             |
| - (c) – Cược chiếc đai vô địch cho trận đấu - P – trận đấu phục trước khi show chính diễn ra | |                                                                   |                   |

1. Jump up^ Order of elimination from first eliminated: Curtis Axel, Adam Rose, Fandango, Alex Riley, Zack Ryder, Bo Dallas, Hideo Itami, Diego, Fernando, Sin Cara, Tyson Kidd, Mark Henry, Konnor,Viktor, Darren Young, Heath Slater, Titus O'Neil, Jack Swagger, Big E, Xavier Woods, Kofi Kingston, Erick Rowan, Goldust, Kane, Jimmy Uso, Cesaro, Ryback, The Miz, and Damien Mizdow.
2. Jump up^ This match was originally a singles match between Lesnar and Reigns. However, Rollins cashed in his Money in the Bank contract while the match was in progress, making it a triple threat.